# 厦门外国语学校
厦门外国语学校 (Xiamen Foreign Language School)，中文简称厦外，英文简称 XMFLS，该校创办于1981年12月，是中國福建省厦门市的一間中學，是与厦门经济特区同年诞生的全国17所外国语学校之一，也是福建省第一所外国语学校。

## 历史
学校原名厦门英语中学，是福建省第一所侧重于外语教学的普通中学，原址在鼓浪屿。1990年7月，更名为厦门外国语学校。1994年迁至湖滨北路88号。

## 学校概况
学校现有初中部与高中部，目前有三个校区。思明校区(本部/初中) 坐落于思明区筼筜湖畔，海沧校区(高中) 位于海沧区，集美校区(初中，高中) 位于集美区杏林街道。学校采用六年一贯制。
学校目前有职工582名，其中有英、法、德、日、西班牙等5个语种共124位外语教师，共有在校生超过7600人。

## 相关链接
厦门外国语学校官网